# وانگ وی
وانگ وی (چینی:王維) شاعر، موسیقیدان، نقاش و بازرگان دوره امپراتوری تانگ بود. وی در بین سال‌های ۶۹۹ تا ۷۵۹ میلادی می‌زیست.

## نگارخانه

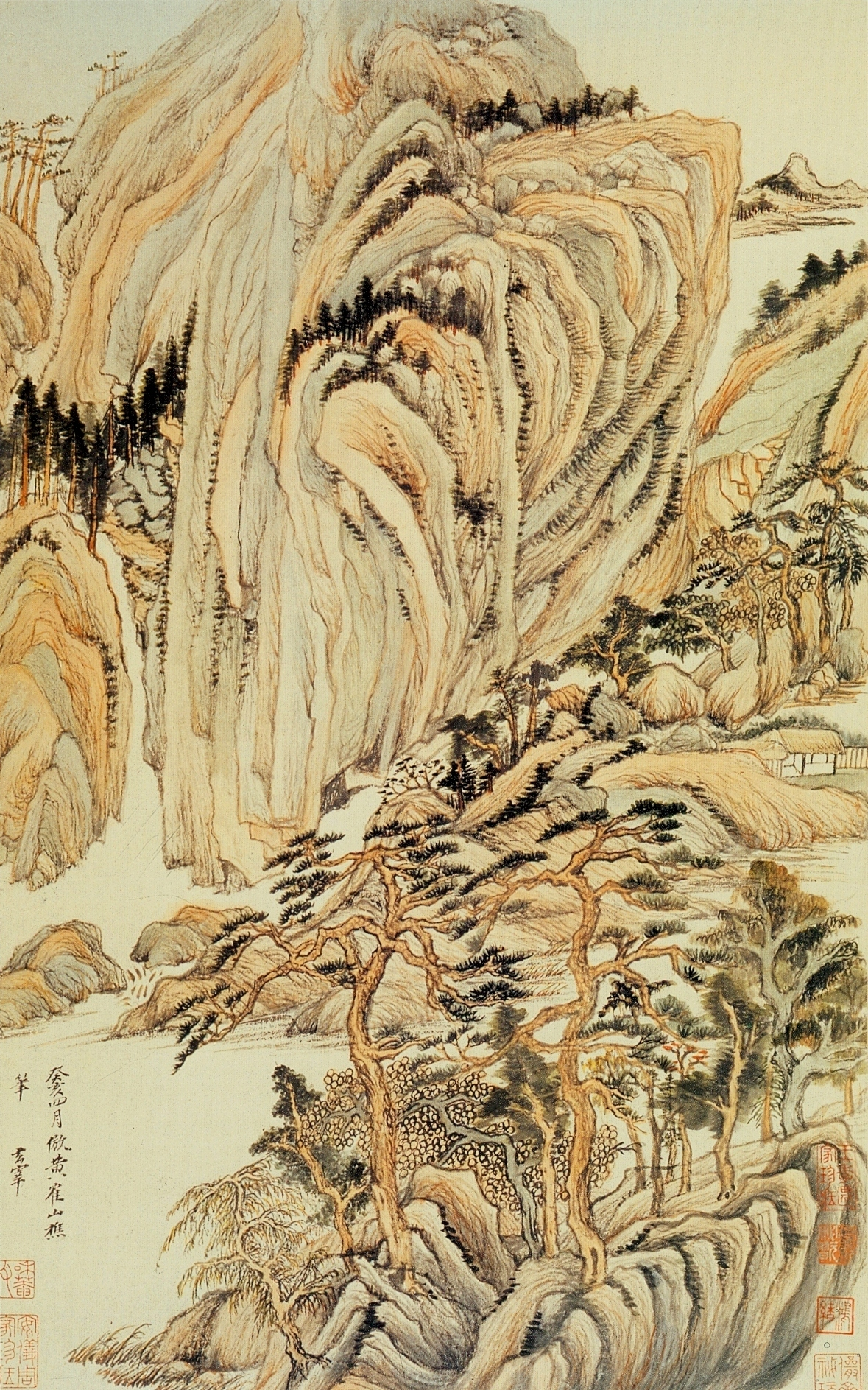
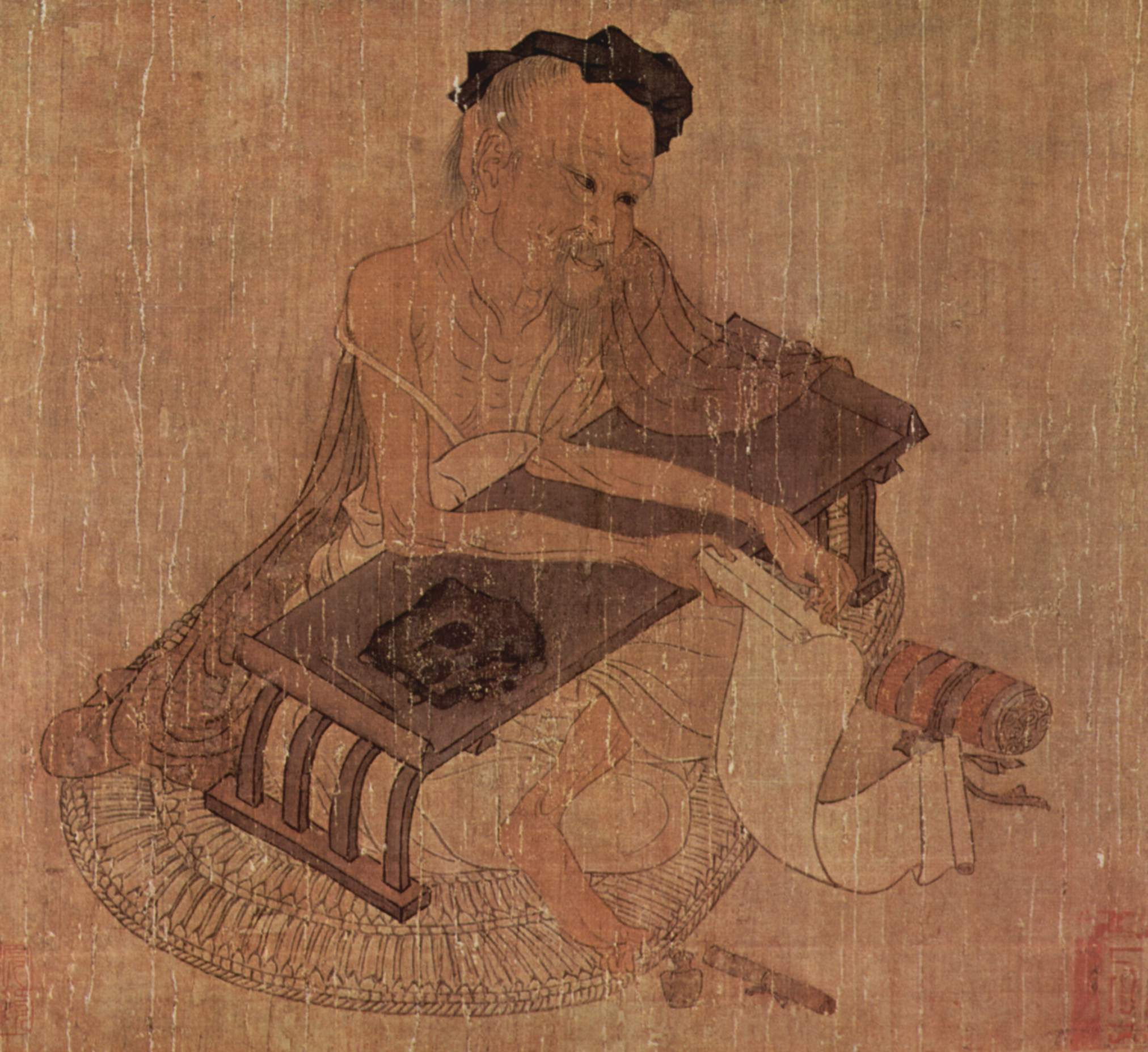